# Grafe (Familienname)
Der Familienname Grafe kann unterschiedlich abgeleitet werden.

## Etymologie
Laut Eintrag im Grimmschen Wörterbuch sind die frühsten Zeugnisse für das Wort aus merowingischen und karolingischen Quellen vom 6. bis zum frühen 9. Jahrhundert als grafio, graphio, graffio, grauio, gravio, grafionus zu belegen. Das altfriesische grēva  wird im Schwedischen zu grêve, im Althochdeutschen zu grâvo, im Mittelhochdeutschen zu grâve.

## Wortbedeutung
In frühmerowingischer Zeit ist Graf die Bezeichnung eines Polizei- und Vollstreckungsorgans. Im  merowingischen Recht bezeichnet Graf seit dem 6. Jahrhundert königliche Beamte, die als iudex fiscalis, d. h. Gerichtsvorsitzender, richterliche Funktionen ausüben und auch mit administrativen und militärischen Aufgaben betraut werden können.

## Personen- und Familienname
Als Personen- oder Familienname sind laut Grimm die Varianten Grave, Grêven, Grefen, Grefe, Graffe, Grâve, Greven seit dem frühen 15. Jahrhundert nachzuweisen.

## Herkunft
Zur Herkunft des Namens Grafe gibt es mehrere Möglichkeiten, wobei diese zum Teil auf nichtadelige Amtsträger zurückgeführt werden können, zum einen auf Beschmücker richterlicher Ämter mit Verwaltungsbefugnissen, wie zum Beispiel einen Freigrafen, der durch den Gerichtsherrn oder Stuhlherrn als Vorsitzender eines Femegerichts eingesetzt wurde. Jeder unbescholtene Freie konnte Vorsitzender oder Schöffe eines Femegerichtes werden.
Eine andere Möglichkeit wäre eine Herleitung von einem Gografen, welcher von den Landbewohnern gewählt und vom Landesherrn als Bauernrichter eines größeren Bezirks bestätigt wurde; auf Niederdeutsch nannte man einen solchen Bauernrichter auch Gohgreven. 1463 wird in einer Urkunde der Stadt Osnabrück ein Johan Vrygreve oder auch Vrygrave als Gograf zu Osnabrück genannt. Auch hier kann angenommen werden, dass er seinen Namen auf seinen Beruf zurückführt.
Eine ganz andere Möglichkeit ist die Herleitung von Verwaltungsbeamten, welche teils eine richterliche Befugnis hatten. Dort gibt es zum einen den Hansegrafen oder auch Hansgrafen, dessen Beruf schon seit 1184 in Regensburg belegt ist; zumeist war damit ein Beamter für Hanse-, Markt- oder Handelsangelegenheiten gemeint. Davon abgesehen gibt es auch noch andere Möglichkeiten, wie die eines Deichgrafen als Stammvater. Deichgraf, niederdeutsch auch Diekgreve, war die Bezeichnung des Obmanns in einigen Deichgenossenschaften in Norddeutschland. Neben dem Deichgrafen gab es da noch den Holzgrafen, welcher ein Vorsitzender für das Forstwesen war und von den sogenannten Markgenossen gewählt wurde, und den Bördegrafen, einen gutsherrlichen Boten oder Untervogt eines Gerichtsbezirks in der Börde. Eine andere Möglichkeit wäre dann auch noch die Herleitung von einem Wichgrafen, der einem Bischof unterstand. Neben der Variante der Herkunft von einem nichtadligen Namensträger gibt es dann noch die, die einen Grafen als Namensgeber hat, wobei sich diese nicht auf den eigentlichen Familiennamen, der schon seit Jahrhunderten weitergegeben wird, bezieht, sondern auf die Umwandlung des Grafentitels zum Familiennamen.

## Verwandte Schreibweisen
- Grave
- Grefe
- Greve
- Gräfe

## Namensträger
- Christoph Grafe (* 1964), deutscher Architekturhistoriker
- Erich Grafe (1881–1958), deutscher Mediziner
- Felix Grafe (1888–1942), österreichischer Lyriker und Übersetzer
- Frieda Grafe (1934–2002), deutsche Filmkritikerin, Filmessayistin und Übersetzerin
- Gerhard Grafe (1933–2011), deutscher Judoka, Präsident des Deutschen Judo-Verbandes der DDR (1974–1988)
- Heinrich Grafe, deutscher Mathematiker Theologe, Pädagoge und Schulrektor
- Hermann Heinrich Grafe (1818–1869), Gründer der Freien evangelischen Gemeinden und Kirchenliederdichter
- Hugald Grafe (1931–2018), evangelisch-lutherischer Theologe, Missionar der Leipziger Mission in Indien, Autor und Publizist
- Julius Grafe, siehe Grafe-Haus
- Max Grafe, deutscher Fußballschiedsrichter
- Regina Grafe (* 1969), deutsche Historikerin
- Roland Christian Grafe (* 1952), deutscher Diplomat
- Roman Grafe (* 1968), deutscher Autor und freier Journalist
- Viktor Grafe (1878–1936), österreichischer Biochemiker
- Otto Gottfried Grafe (1949) deutscher Zeichner, Maler, Fotograf, Restaurator

## Geografische Verteilung der Namensvarianten in Deutschland
- Verteilung des Namens Grafe in Deutschland
- Verteilung des Namens Graf in Deutschland
- Verteilung des Namens Grave in Deutschland
- Verteilung des Namens Grefe in Deutschland